# Mānoa
Pour les articles homonymes, voir Manoa.
Mānoa (/mɑː.noʊ.ə/) est une vallée et un quartier résidentiel de Honolulu à Hawaï. 
Le quartier est à environ 5 km à l'est du centre-ville de Honolulu et à quelque 1 600 mètres d'Ala Moana (no) et de Waikīkī.